# Michel Pensée
Michel Pensée est un footballeur international camerounais né le 16 juin 1973. Il évolue au poste de défenseur.

## Carrière
- 1991-1994 :  Tonnerre Yaoundé
- 1994-1997 :  Tampico Madero
- 1997-1999 :  Cheonan Ilhwa Chunma
- 2000-2001 :  Deportivo Aves
- 2001 :  Anji Makhatchkala
- 2002 :  Sanfrecce Hiroshima
- 2004-2005 :  Milton Keynes Dons